# Balsiai

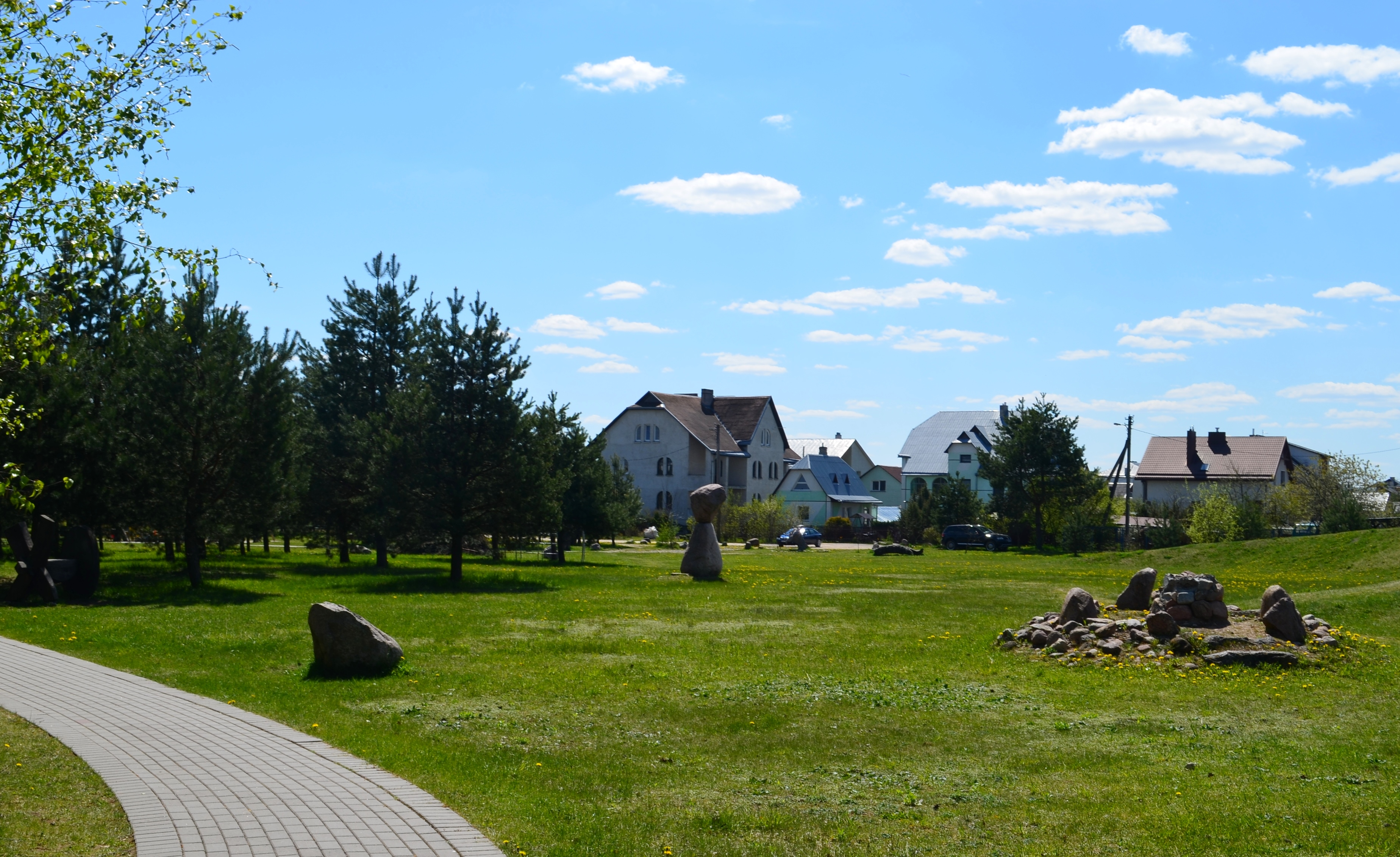
Balsiai

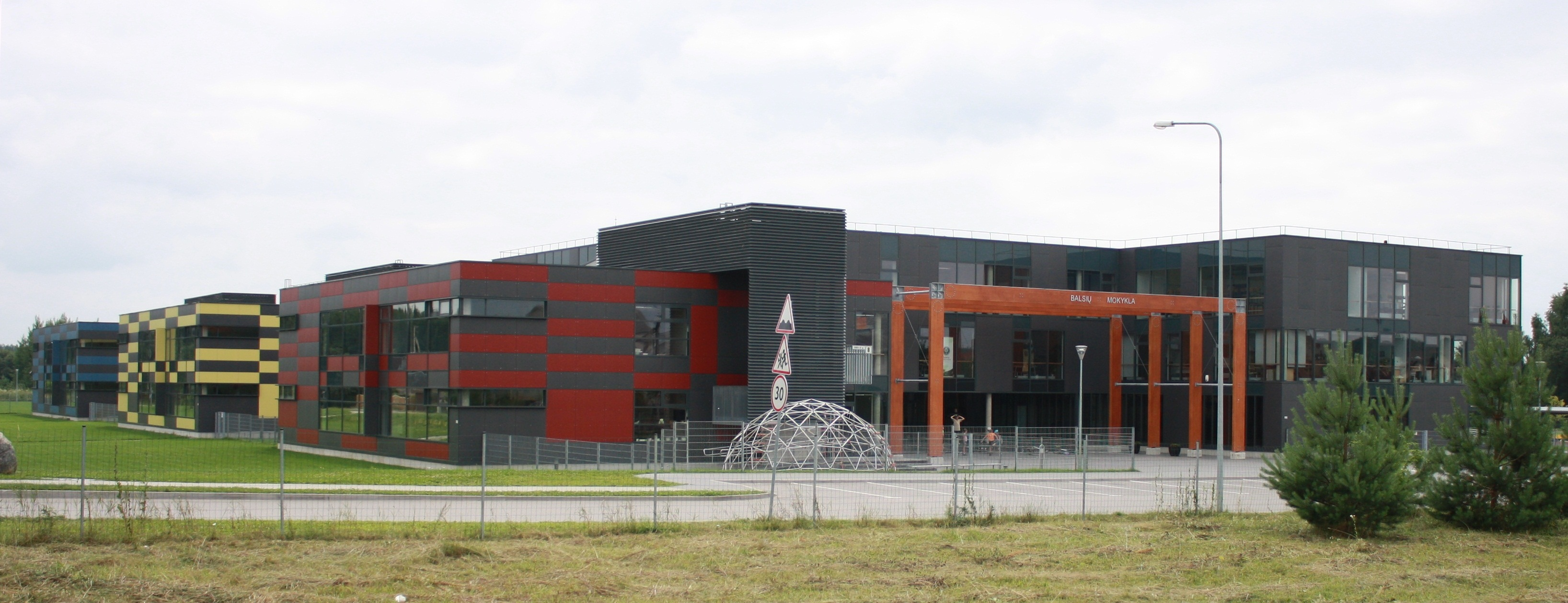
Progymnasium

Balsiai ist ein nördlicher Stadtteil und ein Naherholungsgebiet der litauischen Hauptstadt Vilnius, neben Verkiai. Er gehört zum Amtsbezirk Verkiai der Stadtgemeinde Vilnius.
Balsiai befindet sich im Nordosten vom Stadtzentrum.

## Objekte
Hier gibt es den Mythologie-Skulpturenpark Balsiai, 2011 gegründetes Progymnasium Balsiai mit 1100 Schülern, die auch aus Nebenorten wie Ožkiniai, Naujaneriai, Kryžiokai, Bireliai, Sakališkės, Pagubė, Krakiškės kommen.
Am See Balsys gibt es den Strand für Urlauber. Um den See gibt es Radwege.